# Seven Kingdoms II: The Fryhtan Wars
Seven Kingdoms II: The Fryhtan Wars è un videogioco strategico in tempo reale storico-fantasy sviluppato dalla Enlight e pubblicato nel 1999 per Windows (poi nel 2015 in versione HD), come seguito del gioco originale Seven Kingdoms e della sua espansione Ancient Adversaries.

## Modalità di gioco
Come nell'originale, i giocatori devono cercare di trovare un equilibrio tra un'economia praticabile atta a sostenere il proprio regno e un potente esercito per sconfiggere quelli nemici, siano essi Regni o Khwyzani (gli equivalenti Fritani dei Regni).
Fryhtan Wars mantiene una grande quantità di concetti dal suo predecessore che lo distinguono dagli altri giochi di strategia (ossia Oro, Cibo, Reputazione, Popolazione, Lealtà e Spionaggio). Ogni unità e città (con l'eccezione del re e delle armi d'assedio) presenta un punteggio di fedeltà che va mantenuto costantemente; le unità con un punteggio lealtà inferiore a 30 sono capaci di passare dalla parte avversa più influente, mentre le città con lealtà al di sotto dei 30 punti possono generare ribelli che porteranno scompiglio in tutto il regno. Questa volta, le città hanno anche la possibilità di costruire le mura. I giocatori possono reclutare spie nelle apposite Scuole di Spionaggio, e inviarle nei regni nemici per rubare tecnologie, causare scontenti e persino assassinare leader nemici, non solo generali ma anche lo stesso re. Si può inoltre costruire anche Torri della Scienza per ricercare nuove tecnologie, Taverne per reclutare mercenari di altre civiltà e Industrie Belliche per costruire le armi d'assedio.
Fryhtan Wars introduce anche diversi nuovi elementi di gameplay. Oltre alle unità civili e alla fanteria, ora esistono anche unità speciali (in genere la cavalleria per alcuni regni umani, e reclutabili solo attraverso un'apposita struttura speciale anch'essa esclusiva in ogni civiltà); del pari, appaiono anche gli eroi, unità con alti livelli di guida o abilità di combattimento che possono essere assunti nelle taverne (ma in casi estremamente rari capita che un eroe appaia dal nulla e decida spontaneamente di unirsi al regno). Viene introdotto un nuovo edificio, l'accampamento, più economico del forte. Sono stati inoltre introdotti gli artefatti, che danno vantaggi al portatore e possono essere trovati sulla mappa o acquistati dalla Locanda. Le fortezze possono anche costruire delle torri per aggiungere difesa mentre vengono assaliti dai nemici, mentre, del pari, le città possono essere dotate di palizzate e poi di mura. Nelle mappe di conquista si aggiungono anche quattro nuove strutture speciali. Quella che forse è la più grande aggiunta in Fryhtan Wars sono i Fritani, bestie immaginarie la cui civiltà è eternamente coinvolta in una guerra con gli umani.
Sono disponibili modalità sia single player che multiplayer. La modalità giocatore singolo include schermaglie di "mappa casuale", scenari integrati e una modalità campagna, che consiste in una serie di scenari generati dinamicamente.

### Economia
Tutte le unità e le strutture, tranne contadini e città, hanno un tasso di mantenimento annuale in aggiunta al costo fisso di produzione dell'unità o della struttura in primo luogo. Ciò significa che quando un regno si espande, aumentano i costi per mantenerlo. Quando l'oro del regno scende sotto lo zero, tutti gli edifici iniziano a deteriorarsi e a perdere salute, mentre i generali e le unità iniziano a perdere lealtà perché non vengono pagati. Per bilanciare le perdite in oro, è necessario applicare una tassa annuale su tutti i contadini che si trovano nelle città, indipendentemente dalla loro professione, il che non influisce sul livello di fedeltà della città. Se però la tesoreria del giocatore aumenta assai più del normale, è possibile ottenere tasse aggiuntive se vi è un forte presidiato nelle vicinanze, al costo di aumentare in modo crescente i cali di fedeltà, a partire da 10 punti.
La principale fonte di reddito per un Regno si trova nei mercati. Le risorse naturali sono sparse sulla mappa, ed esistono tre tipi di risorse naturali: ferro, rame e argilla, che vengono trasformati in rispettivi materiali di lusso. I regni possono costruire miniere su queste risorse naturali per estrarle dalla terra, fabbriche per trasformarle in prodotti finiti, e poi mercati per vendere al popolo i beni finiti attraverso le carovane. I mercati possono vendere prodotti finiti direttamente nelle città vicine. Un mercato ha una capacità di carico massima di 500 unità per ogni tipo di bene, sia esso una risorsa naturale o un bene finito. Se un mercato è pieno in un magazzino o manca in un altro, è possibile scambiare merci tra mercati in modo che nessuno di essi ne sia carente; questo è facilitato attraverso le carovane, che appaiono come cammelli solitari nel gioco, unità lente ma che possono trasportare fino a 200 unità di beni alla volta, quindi se utilizzate in grandi quantità possono essere molto efficienti.

## Civiltà

### Regni umani
Proprio come nel primo Seven Kingdoms, il gioco presenta i Grandi Esseri, sempre evocabili dai Seggi del Potere, e anche stavolta, nel caso si voglia evocare un secondo Grande Essere, è necessario prendere la specifica Pergamena della civiltà a esso appartenente; anche i Seggi del Potere, però, possiedono poteri speciali tutti loro. Fanno la loro comparsa anche gli eroi, unità militari con oggetti magici e attributi migliori, e le unità uniche, ricercabili con il loro rispettivo edificio attraverso una determinata tecnologia e potenziabili tramite la rispettiva tecnologia Berserker, che dona a sua volta un attacco speciale a patto che superino anche un certo livello di Combattimento.
- Normanni: i fanti normanni combattono inizialmente con le loro spade corte, e ottengono scudi quando superano il livello 30, e balestre al livello 50. L'unità speciale normanna è la loro cavalleria, armata anch'essa di spada corta e con lo stesso attacco del fante, oltre che dotata di scudo che però non usa e sprovvista di un attacco a distanza; la sua versione Berserker, attivabile dopo il livello 50, consiste in un attacco potente che triplica il danno dopo ogni 11 colpi. Il Seggio del Potere normanno fa sì che, ad ogni riscossione delle tasse, la lealtà dell'insediamento cali di 7 punti anziché di 10, e il loro Grande Essere, l'Arcangelo, può attaccare con la sua spada qualsiasi bersaglio.
- Celti: i guerrieri celti usano una spada lunga, lenta ma dai danni notevoli, e imparano a usare uno scudo a livello Combattimento 30, che blocca tutti i proiettili nella direzione a cui è rivolto; a partire dal livello 50, le loro spade brillano e quadruplicano il danno ogni 12 colpi, ma il requisito cala quando raggiungono il livello 100, dove ottengono anche un bonus del 15% in attacco. L'unità speciale celtica è il Druido, il quale, nonostante sia una delle unità più lente del gioco, possiede un attacco a distanza potente e veloce (e un fulmine ravvicinato ogni otto colpi se sono Druidi Berserker di almeno livello 30). Se costruiscono un Seggio del Potere, l'addestramento dei druidi avviene più velocemente. Il loro Grande Essere, Dagodevas, colpisce qualsiasi bersaglio con la sua clava.
- Vichinghi: i guerrieri vichinghi usano un'ascia pesante ma molto potente, e al livello 50 ottengono anche un potente attacco Berserker, ma sono tra i peggiori difensori. L'unità speciale vichinga è il lanciatore d'asce Oksehus, che possiede un buon attacco a distanza; il suo attacco Berserker, richiesto al livello 50, è un colpo lampo ravvicinato con le sue due asce. Se il Seggio del Potere vichingo viene costruito, il loro livello minimo cala a 25, e possiedono il loro attacco Berserker già a quel livello. Il loro Grande Essere, Thor, è in grado di evocare i fulmini col suo martello, danneggiando qualsiasi bersaglio.
- Greci: i fanti greci iniziano sempre con una spada corta e uno scudo, ma non imparano mai altre abilità o attacchi speciali. La loro unità speciale è la cavalleria Ippia, reclutabile nell'Akademia Ippiku, lenta rispetto alla maggior parte della cavalleria ma che combatte con uno scudo; la sua versione Berserker al livello 50 può usare un colpo bruciante ogni nove colpi, che quadruplica il danno. Se possiedono un Seggio del Potere, i Greci possono costruire torri e mura automaticamente, e ripararle senza alcun costo. Quando usato su un gruppo di unità, il potere del loro Grande Essere Atena lo rende invulnerabile per un massimo di 30 giorni, a seconda del potere che le rimane.
- Romani: i legionari romani attaccano con una spada di media lunghezza, e ricevono uno scudo al livello 30. L'unità speciale romana è la sua cavalleria, addestrabile nella Schola Equitatus, non molto veloce e provvista di una lancia, più un giavellotto a partire dal livello 40 e un attacco a distanza Berserker, che richiede soltanto l'apposita tecnologia, non ha distinzione di livello e infligge gravi danni. Il Seggio del Potere romano aumenta di 10 il livello di Combattimento base, e il loro Grande Essere Marte incrementa il livello di Guida ai generali che possiedono un livello inferiore a 100, siano essi dentro o fuori un edificio, potere però poco consigliabile a generali di basso livello.
- Cartaginesi: i guerrieri cartaginesi usano una spada lunga, lenta ma potente; imparano a usare uno scudo a livello Combattimento 30, che blocca tutti i proiettili nella direzione a cui è rivolto, mentre a partire dal livello 50 utilizzano come attacco a distanza una lancia da tiro che infligge danni notevoli. La loro unità speciale sono gli Elefanti da Guerra, che possiedono cinque punti salute per livello ma infliggono poco danno; la loro versione Berserker di almeno livello 30 fa meno danno rispetto alle altre civiltà, ma si ricarica anche più in fretta. Se costruiscono un Seggio del Potere, i Cartaginesi producono il 30% di cibo in più. Il loro Grande Essere, Baal-Hammon, è in grado di provocare violenti terremoti che danneggiano gravemente strutture e unità.
- Egiziani: i guerrieri egiziani nascono già con due armi, che infliggono gli stessi danni: un khopesh e un giavellotto da tiro. La loro unità speciale sono i carri da guerra, reclutabili nella loro scuderia At'Saba: sono molto durevoli e usano sempre un attacco a distanza, e le loro versioni Berserker di almeno livello 30 usano la Freccia di Ra, un attacco molto potente che li rende ancora più forti rispetto ai fanti. Il Seggio del Potere egiziano aumenta del 30% la crescita demografica in tutte le città, e il loro Grande Essere Iside può usare 100 punti fede per aggiungere 15 cittadini a una qualsiasi città.
- Persiani: i fanti persiani iniziano con già due armi, ossia un'ascia corta e un arco con frecce, senza addestramento, ma anche senza scudo; al livello 50, possiedono anche un attacco Berserker che consiste in una freccia di grande potenza. L'unità speciale persiana è la loro cavalleria, reclutabile nell'accademia degli Immortali, una delle unità più veloci del gioco, che possiede una lancia e un arco e frecce, entrambe potenti; la loro versione Berserker di livello minimo 50 consiste in un attacco lampo con la lancia. Questo e le loro abilità con gli attacchi a distanza rendono i persiani tra i migliori arcieri nel gioco. Il Seggio del Potere persiano fa in modo che un regno avversario che infrange un trattato con il giocatore subisca il doppio delle penalità, e il Grande Essere persiano Mithra è in grado di vedere all'interno di una qualsiasi struttura colpita dal suo potere.
- Indiani: i guerrieri indiani combattono solamente con una lunga scimitarra più un arco a partire dal livello 35, ma non usano gli scudi. La loro unità speciale è l'elefante Mahamatra, reclutabile nel Kheddha e capace di attaccare in mischia e a distanza: il suo attacco a distanza Berserker, disponibile ad almeno livello 30, si attiva una volta ogni 11 colpi. Il Seggio del Potere indiano aumenta del 30% la ricerca tecnologica, e il loro Grande Essere Hanuman attacca tutte le unità e strutture nemiche vicine vorticando su sé stesso.
- Cinesi: i guerrieri cinesi sono armati di una lunga alabarda, a cui si aggiunge un arco a partire dal livello 30, ma non avranno mai uno scudo. La loro unità speciale è il monaco cinese, trainabile nel Tempio Shao Lin; questi monaci combattono sempre a mani nude, ma la versione Berserker di almeno livello 30 usufruiscono anche di un attacco potente. In breve, i Cinesi possiedono i migliori fanti ma anche i peggiori arcieri, e usano i loro archi dopo il livello 30, il che li rende assai difficili da gestire. Se costruiscono un Seggio del Potere, le vendite dei mercati aumentano del 20%. Il loro Grande Essere, il drago Chi Lin, attacca qualunque bersaglio nemico col suo respiro infuocato.
- Giapponesi: la fanteria giapponese, i famosi samurai, attacca a grandi velocità, e se supera il livello 50 sa provocare gravi danni col loro colpo Berserker, ma non usa mai uno scudo in quanto la sua katana è a due mani. L'unità speciale giapponese è il ninja, addestrabile nel suo dojo; è il fante più veloce che esista, in quanto eguaglia il cavaliere normanno in velocità, e attacca a distanza usando i suoi shuriken, che però fanno poco danno. Il suo attacco speciale Berserker, però, è l'unico in tutto il gioco che non richiede un addestramento particolare, e consiste in un calcio infuocato ravvicinato. Il Seggio del Potere giapponese rimuove ogni nebbia di guerra, e avverte anche il giocatore quando un nemico lo sta attaccando. Il Grande Essere giapponese Amaterasu è in grado di uccidere tutte le spie presenti nell'edificio colpito.
- Mongoli: i fanti mongoli usano una spada lunga, e nessun'altra arma, ma imparano un affondo letale dopo aver superato il livello 50. L'unità speciale mongola è la sua cavalleria kheshig, addestrabile nel Naadam: questa cavalleria possiede un attacco a distanza con l'arco e uno ravvicinato con la lancia, e la sua versione Berserker tira una freccia infuocata ogni 12 attacchi a distanza. Non bastasse, il kheshig è velocissimo, rendendolo ottimo per le tattiche mordi e fuggi, anche contro i Fritani come gli Exovum. Il Seggio del Potere mongolo toglie 20 punti resistenza ad ogni città neutrale, e il loro Grande Essere Tengri può colpire i bersagli non attaccandoli, ma portandoli a ribellarsi e passare dalla parte del giocatore che l'ha evocato.

### Specie Fritane
Come detto prima, una delle maggiori aggiunte rispetto al titolo precedente è la possibilità di giocare nei panni di una specie appartenente a una nuova razza, i Fritani (Frythans). Questi popoli sono guidati dall'All High (Altissimo), accompagnato dagli Ordo e a capo dei Kwyzan (equivalente ai regni umani). Se gli umani si concentrano sulla popolazione, sulla diplomazia e sull'economia e possono costruire molteplici strutture come le miniere, le fabbriche, i forti e altro ancora, i Fritani si concentrano direttamente sulle unità militari rette da un'economia semplicistica, con quasi nessuna opzione diplomatica e nessun spionaggio, e possono costruire soltanto due strutture: le tane, che consentono di allevare fritani aggiuntivi, e una struttura speciale che varia di specie in specie. I Kwyzan fritani si affidano alla schiavitù delle città umane, che concedono oro, e all'uccisione dei nemici, che concede "forza vitale" necessaria per allevare nuovi fritani. Un singolo Kwyzan fritano può includere diverse etnie umane, ed è dunque possibile costruire regni contenenti sia umani che fritani, al prezzo però di reputazione che porta dunque alla rivolta dei popolani.
- Minotauros: poco somiglianti agli stessi minotauri della mitologia greca, questi Fritani si basano sull'alchimia, grazie alla quale possono convertire il Denaro in Punti Vita e viceversa grazie all'apposita Torre. La particolarità dell'edificio è che, nel caso venga costruita su una risorsa naturale (ferro, argilla e rame), può perfino convertire tali risorse in Denaro o Punti Vita. I Minotauros sono inoltre facili da addestrare, ma non tanto facili da raggruppare e adunare come i Bregma. Non hanno unità da tiro, ma compensano questo con un'elevata velocità, anche se al prezzo di una difesa fragile.
- Exovum: assomigliano a lucertole bipedi, e hanno la capacità sia di sputare fuoco a distanza ravvicinata, sia di congelare il nemico a distanza. Gli Exovum sono una forza potente tra i Fritani, ma anche una razza complicata da moltiplicare ed espandere. Sono capaci di costruite Torri dei Maghi che possono congelare e ferire unità nemiche e danneggiare strutture nemiche, ma anche teletrasportare un'unità da un luogo all'altro, consigliabile per un rapido attacco contro i propri nemici o per raggiungere città umane nemiche o neutrali. Queste magie costano Punti Vita, ed è necessario tenerne una quantità abbondante nel caso di una campagna contro il nemico o si debba prepararsi a un'invasione avversaria.
- Kharshuf: come i Minotauros, i Kharshuf, che assomigliano a piante antropomorfe con un lungo occhio solo, non hanno attacchi a distanza, ma sono anche molto elastici. Sono capaci di camuffarsi come gli alberi e le piante della mappa, utile per attirare nemici in trappola o semplicemente pianificare imboscate. La loro abilità speciale è la costruzione delle piante Lishorr, che assomigliano a piante carnivore e agiscono come strutture difensive; si dividono in Standard, che attaccano solo unità nemiche, e Selvagge, che sono più potenti e attaccano tutte le unità che non sono Kharshuf nel loro raggio d'azione, anche se appartengono giocatore.
- Kerassos: alti e umanoidi, ma con elementi tipici dei demoni come pelle rossa e corna, i Kerassos sono più collegati al mondo degli animali selvaggi e alle sue leggi primitive, il che dàloro la velocità, la forza e l'abilità nell'attacco a distanza superiori alle altre razze Fritane, ma vulnerabili quando combattono da soli. Possono costruire Keraals, che agiscono come le Locande degli umani, solo che possono reclutare tre tipi d'animali per complementare la fazione dei Kerassos, usabili come "carri armati" o scudi viventi.
- Bregma: orridi nell'aspetto e nell'atteggiamento, i Bregma sono più collegati agli insetti, e sanno mutarli in una forma di combattimento. Sono la più debole fisicamente tra le razze Fritane, ma veloci nel movimento, nel combattimento e nel reclutamento, il che favorisce tattiche di sciame, anche da ogni direzione. Possono costruire degli alveari chiamati Hyfes, dove è possibile reclutare vespe giganti, unità suicide ma con un attacco potente, o i Mownds, dove possono reclutare termiti di nome Tarmes, lente ma efficaci contro edifici e mura cittadine.
- Grokken: enormi, fatti in roccia ma anche intelligenti, i Grokken sono i Fritani più resistenti e forti, ma anche i più lenti, i più impegnativi nel reclutamento e i più costosi. Hanno però i benefici di attacchi ravvicinati e a distanza, anche se la loro grande massa li rende facili da circondare da altre unità nemiche. Possono anche fondersi in gruppi di quattro e trasformarsi così in fortezze dove altri quattro Fritani possono usare i loro attacchi a distanza dall'interno, mantenendo dunque il loro forte controllo territoriale. Tali fortezze possono anche camuffarsi e assomigliare a montagne.
- Ezpinez: rimasugli scheletrici posseduti da spiriti maligni, gli Ezpinez sono più incursori che guerrieri, dato che raccolgono armi e armature che migliora la loro forza ma li rallenta nel combattimento e nei movimenti. Inoltre, come i Kerassos possono costruire strutture simili alle Locande, a par condicio gli Ezpines possono costruire Vapngarts, che assomigliano a Industrie Belliche, e macchine da guerra simili a quelle degli umani, ma migliori e capaci di migliorare in efficacia con l'esperienza in battaglia.

## Seven Kingdoms II HD
Il 16 dicembre 2014, Enlight ha annunciato che Seven Kingdoms 2 era stato pubblicato su Steam, e avrebbe lavorato su un aggiornamento soprannominato Seven Kingdoms 2 HD. Tale versione supporta risoluzioni dello schermo fino a 1920x1080 e introduce una nuova modalità di mappa, 4 volte più grande della mappa originale. Anche se inizialmente Enlight sperava di implementare la versione HD in due settimane, tale versione è stata finalmente pubblicata il 4 febbraio 2015.

## Accoglienza
| Testata                            | Giudizio |
| ---------------------------------- | -------- |
| GameRankings (media al 30-01-2020) | 82%      |
| AllGame                            | [ 2 ]    |
| CGW                                | [ 3 ]    |
| GamePro                            | [ 4 ]    |
| Game Revolution                    | A-       |
| GameSpot                           | 9.1/10   |
| GameSpy                            | 87%      |
| GameZone                           | 8.9/10   |
| IGN                                | 8.6/10   |
| Jeuxvideo.com                      | 17/20    |
| PC Gamer (US)                      | 90%      |
| PC Zone                            | 63%      |

Il gioco ha ricevuto un'accoglienza favorevole da parte delle recensioni aggregate del sito GameRankings. La rivista videoludica PC Gamer lo ha definito "un gioco profondo ricco e incredibilmente soddisfacente che combina miriadi di elementi di gameplay con un equilibrio quasi perfetto", mentre Tony Lopez di GameSpot lo ha ritenuto "un gioco di conquista e battaglie perfettamente bilanciato che merita il pubblico più grande possibile, e ha tutta la profondità che non c'era in Age of Empires".